# موريتة
موريتة (الاسم العلمي: Mauritia)، جنس من أشجار النخيل المروحية موطنها الأصلي شمال أمريكا الجنوبية وجزيرة ترينيداد في منطقة البحر الكاريبي. هناك نوعان فقط مقبولان حاليًا
| الصورة | الثمرة | الاسم العلمي      | التوزيع                                                                                 |
| ------ | ------ | ----------------- | --------------------------------------------------------------------------------------- |
|        |        | Mauritia flexuosa | منتشرة على نطاق واسع في شمال أمريكا الجنوبية حتى جنوب بوليفيا، وتمتد شمالاً إلى ترينيداد |
|        |        | Mauritia carana   | مناطق حوض الأمازون في البرازيل وفنزويلا وبيرو وكولومبيا.                                |